# Litocranius
Litocranius é um gênero de mamíferos bovídeos, da subfamília Antilopinae, da tribo Antilopini. Contém uma única espécie, a gazela-girafa (Litocranius walleri). 